# 濱口雄彦

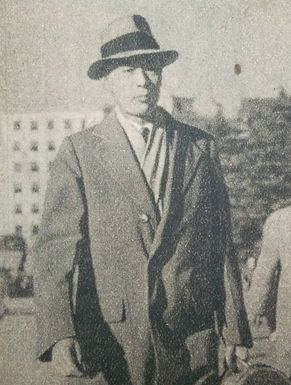
1947年

濱口 雄彦（はまぐち たけひこ 1896年8月24日 - 1976年10月5日）は、元東京銀行頭取、元全国銀行協会連合会会長。（社）日本陶磁協会第3代理事長。東京府出身。濱口雄幸の長男。
母は濱口夏。弟に濱口巌根。長女・幸は船後正道（中小企業金融公庫総裁、環境事務次官、大蔵官僚）に、次女・淑は正田巌（日銀監事、上皇后美智子の兄）に、三女・宏は桐澤潔（成蹊大学名誉教授）に嫁いだ。

## 略歴
東京府立一中、一高、1921年3月 東京帝国大学法学部卒業
- 1921年5月 日本銀行入行
- 1937年7月 大阪支店次長
- 1940年6月 広島支店長
- 1941年2月 退職
- 1941年4月 三和信託会社専務（1945年4月まで）
- 1941年8月 三和銀行監査役（1945年4月まで）
- 1946年12月 東京銀行頭取（1954年7月まで）
- 1949年5月 全国銀行協会連合会会長（1950年6月まで）
- 1955年10月 愛知用水公団総裁（1961年9月まで）
- 1962年5月 国際電信電話会社社長（1964年5月まで）
- 1971年5月 （社）日本陶磁協会 理事長 （1976年10月まで）
- 墓所は青山霊園。

## 栄典
- 1966年（昭和41年）11月3日 - 勲一等瑞宝章[1]